# Letteratura yiddish

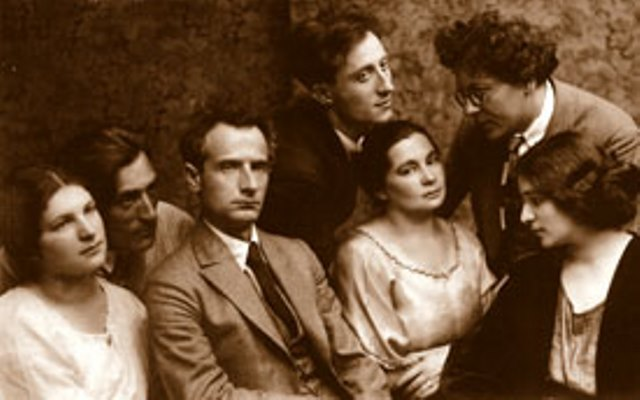
Da sinistra: Ester Shumyatsher-Hirshbein, Mendl Elkin, Peretz Hirshbein, Uri-Zvi Grinberg, Khane Kacyzne, Alter Katsizne ed Esther Elkin

La letteratura yiddish comprende tutte quelle belles-lettres scritte in yiddish, la lingua degli ebrei ashkenaziti che è correlata al medio alto tedesco. La storia dello yiddish, con le sue radici nell'Europa centrale e locus per secoli nell'Europa orientale, è evidente nella sua letteratura.
Viene generalmente descritta come avente tre fasi storiche: la letteratura yiddish antica; Haskalah e letteratura chassidica e la moderna letteratura yiddish. Mentre le date certe per questi periodi sono difficili da definire, si può dire che l'antico yiddish sia esistito all'incirca dal 1300 al 1780; Haskalah e letteratura chassidica dal 1780 al 1890 circa e la moderna letteratura yiddish dal 1864 ad oggi.

## Letteratura yiddish antica

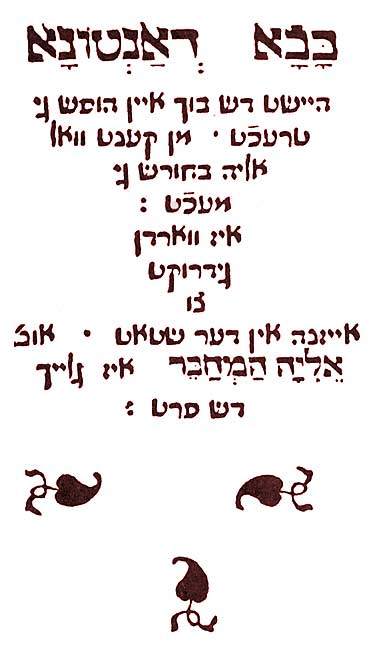
Prima edizione del Bovo-Bukh del 1507–1508, stampata nel 1541, il primo libro yiddish non religioso. Essendo il romanzo cavalleresco più popolare in yiddish, il suo nome in seguito passò nella frase popolare come "bobe mayse" - "racconto della nonna"

La letteratura yiddish iniziò nel XII secolo - secondo le prime attestazioni - con glosse e traduzioni di testi religiosi. (Vedi la voce sulla lingua yiddish per una descrizione completa di questi testi.) Lo scrittore più importante della letteratura yiddish antica fu Elijah Levita (noto anche come Elye Bokher) che tradusse e adattò il romanzo cavalleresco (noto nella letteratura inglese come Bevis of Hampton e in quella francese come Beuve de Hanstone), attraverso una delle sue versioni in italiano, il Buovo d'Antona stampato a Bologna nel 1497. La versione di Levita, chiamata Bovo d'Antona, e più tardi conosciuta con il titolo Bovo-bukh, circolò in manoscritto dal 1507, poi stampata a Isny (Germania) nel 1541. Quest'opera illustra l'influenza delle forme letterarie europee sulla letteratura yiddish emergente, non solo nel soggetto, ma anche nella forma delle strofe e dello schema delle rime, un adattamento dell'ottava rima italiana. Tuttavia Levita alterò molte caratteristiche della storia, ad esempio inserendo elementi ebraici, specialmente laddove nella fonte apparivano aspetti legati alla natura essenzialmente cristiana della cavalleria e della sua letteratura. (Per una discussione sulla tensione tra elementi cristiani ed ebrei nel Bovo-bukh, vedere il secondo capitolo di Born to Kvetch di Michael Wex.)
Un certo numero di poemi cavallereschi yiddish apparvero nei secoli XIV-XV. Le opere più importanti di questo genere sono lo Shmuel-Bukh e il Mlokhim-Bukh, romanzi cavallereschi sul Re Davide e altri eroi biblici. La forma della strofa di queste poesie ricorda quella de Nibelungenlied. Seguendo l'esempio di altri poemi cavallereschi europei, lo Shmuel-Bukh non veniva semplicemente recitato, ma cantato o cantato con accompagnamento musicale; la sua melodia era ampiamente conosciuta nelle comunità ebraiche.
Lungi dall'essere semplici adattamenti in rima della Bibbia, questi antichi poemi cavallereschi yiddish fondevano il materiale biblico e midrashico con la poesia europea di corte, creando così un'epopea nazionale ashkenazita, da un lato paragonabile al Nibelungenlied e alla Canzone di Rolando, dall'altro ricca di riferimenti alla vita quotidiana degli ebrei, a volte con tocchi di umorismo.
Un'altra opera importante della letteratura yiddish antica è il Mayse-bukh ("Libro di storie"). Quest'opera raccoglie racconti etici basati su fonti ebraiche e rabbiniche, nonché racconti e leggende popolari. Basandosi sull'inclusione di alcune storie non ebraiche, gli studiosi hanno dedotto che il compilatore viveva nell'area che oggi è la Germania occidentale durante l'ultimo terzo del XVI secolo. Il Mayse-bukh circolò dapprima in versione manoscritta, e fu stampato per la prima volta a Basel nel 1602. Queste storie istruttive sono ancora lette in comunità altamente religiose, specialmente tra i chassidim.
Una parafrasi delle porzioni settimanali del Pentateuco (parashot), delle haftarot e delle Cinque megillot accompagnata da commenti composta dal rabbino Jacob ben Isaac Ashkenazi, conservataci a partire dalla terza ristampa, del 1622, rivolta principalmente - ma non solo - alle donne, lo Tseno Ureno o Tsene-rene (צאנה וראינה), rimane ancora oggi un classico della letteratura yiddish e un libro onnipresente nelle case ebraiche.

Poche sono le attestazioni nella letteratura yiddish antica di testi composti da donne, ma diverse raccolte di tkhines (preghiere di supplica che non fanno parte della liturgia sinagogale) furono scritte da donne come Sara Bas-Tovim e Sarah Rebekah Rachel Leah Horowitz, entrambe nel XVIII secolo. Il testo più esteso di una donna di quest'epoca è il libro di memorie del Glikl di Hameln del XVII-XVIII secolo, un documento di famiglia che non fu pubblicato fino al 1896.

## Letteratura chassidica e della Haskala

### Racconti chassidici

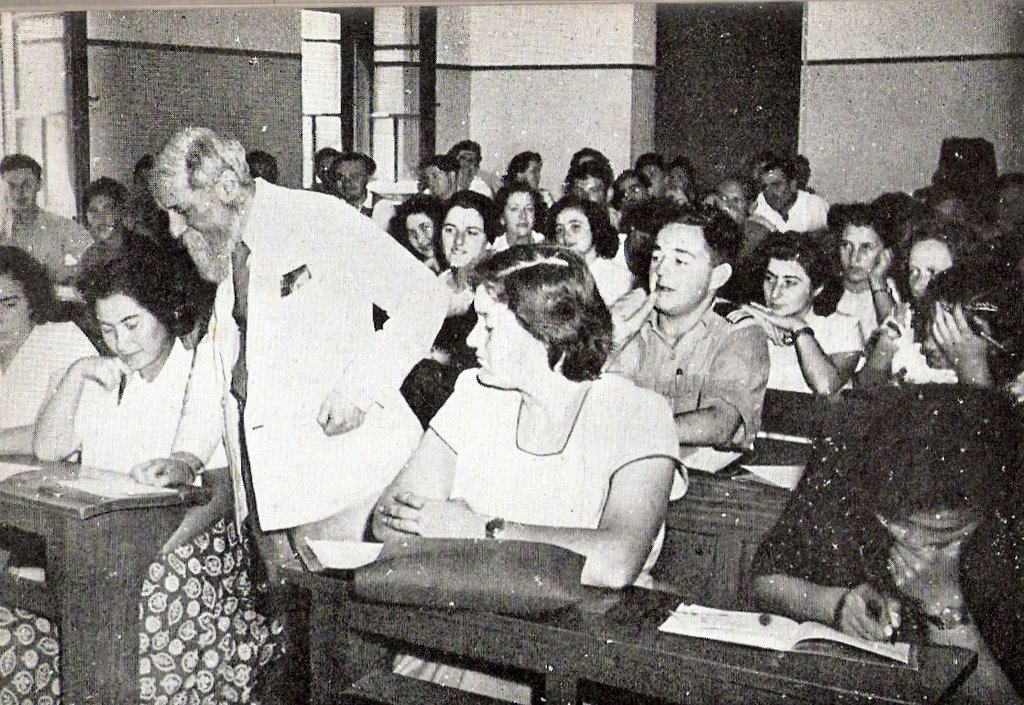
Il filosofo ebreo non ortodosso Martin Buber (1878-1965) fu il primo a pubblicizzare lo chassidismo nel più ampio mondo non ebraico. La sua attenzione autorevole sulle proprie storie fu criticata da Gershom Scholem per aver trascurato la sua dottrina chassidica e averla adattata al suo esistenzialismo neo-chassidico

L'ascesa del misticismo popolare chassidico nel XVIII secolo diede origine a un tipo specifico di opera letteraria. Accanto al suo pensiero accademico c'erano storie agiografiche che veneravano la sua leadership. Ciò conferì alla narrazione una nuova centralità nell'ebraismo rabbinico come forma di culto e diffuse l'attrattiva del movimento. Queste storie aneddotiche o miracolose personificavano le nuove dottrine chassidiche del santo intermediario, l'onnipresenza divina e il valore nascosto della gente comune. Come raccontò un maestro della sua visita a Dovber di Mezeritch, "Sono andato a vedere come il Magghid si allacciava i lacci delle scarpe". Una storia del Ba'al Shem Tov, fondatore chassidico, rappresenta questo:

Le sante preghiere del Baal Shem Tov e della sua cerchia ristretta non furono in grado di cancellare un duro decreto celeste che percepirono per il nuovo anno. Dopo aver prolungato le preghiere anche oltre il tempo, il pericolo rimaneva. Entrò un pastorello illetterato ed era profondamente invidioso di coloro che potevano leggere le preghiere del giorno santo. Disse a Dio: "Non so pregare, ma posso fare i rumori degli animali del campo". Con grande commozione gridò: "Chicchirichí, Dio abbi pietà!" Immediatamente, la gioia sopraffece il Baal Shem Tov che si affrettò a terminare le preghiere. In seguito, spiegò che le parole sincere del pastorello avevano aperto le Porte del Paradiso e il decreto fu revocato.

Poiché l'ebraico era riservato allo studio e alla preghiera della Torah, le storie vernacolari yiddish di diversi maestri furono realizzate in yiddish o scrittura ebraica, iniziando con "Shivchei HaBesht" ("In Lode del Baal Shem Tov") (1815 traduzione yiddish dalla scrittura ebraica del 1814 ). Nel XX secolo Martin Buber pubblicizzò il chassidismo nel mondo secolare attraverso le sue storie, mediate dalla sua stessa filosofia neo-chassidica. I precedenti temi cabalistici, accettati senza enfasi nello chassidismo, entrarono nel folklore ebraico dell'Europa orientale nei racconti di reincarnazione e possessione e furono comunemente adattati da successivi scrittori yiddish secolari. Nel frattempo il misticismo del chassidismo e la cultura del giudaismo tradizionale più ampio furono parodiati dalla letteratura yiddish di Haskalah.

### Parabole chassidiche

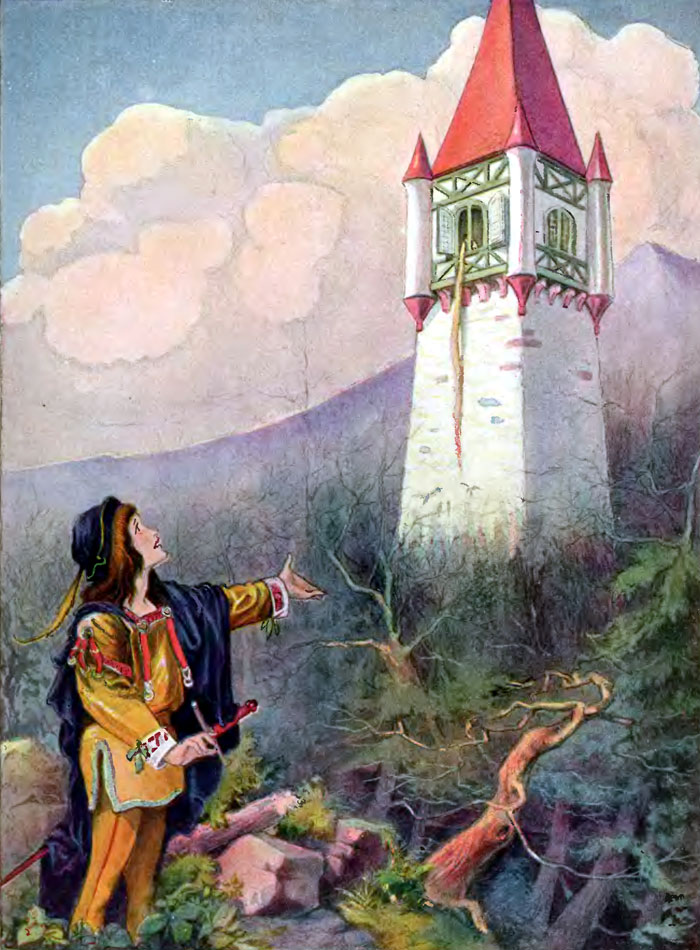
Nachman di Breslov vide scintille di santità mescolate nei racconti del mondo. La Cabala lurianica descrive lo scopo della Creazione come la redenzione delle scintille della Shechinah. Nel chassidismo ogni persona è guidata ad elevare la propria parte particolare. Questo è paragonato al racconto di una principessa che accetta di essere liberata dalla prigionia solo da un particolare principe

All'interno delle opere della filosofia chassidica, è stata utilizzata un'altra forma di narrazione: parabole profonde per illustrare le sue nuove interpretazioni mistiche. Il Baal Shem Tov usava brevi analogie profonde, insegnamenti allusivi e aneddoti incoraggianti nel tentativo di far rivivere la gente comune, mentre le parabole di altri maestri venivano integrate nelle loro opere classiche del pensiero chassidico. Le parabole particolari di Nachman di Breslov comprendono una forma letteraria completa che si regge da sola con il proprio commento, in originale yiddish e traduzione ebraica. In un esempio dell'ex parabola chassidica, il Baal Shem Tov ha spiegato il significato mistico di suonare il corno di montone a Capodanno:
Un re mandò suo figlio lontano dal palazzo per apprendere nuove capacità. Purtroppo il figlio perse i suoi modi reali e dimenticò la sua lingua madre. Dopo anni di esilio si ricordò della sua vera vocazione e desiderò tornare a palazzo. Avvicinandosi alle porte le guardie non riconobbero più il figlio del re e gli rifiutarono l'ingresso. In quel momento il re apparve sul balcone e vide la commozione del figlio alle porte, ma non riconobbe nemmeno lui suo figlio che ora appariva in abiti da contadino. In difficoltà, poiché il figlio non riusciva più a ricordare la lingua reale, gridò un sentito richiamo senza parole dalla sua anima. Immediatamente, il re riconobbe la sua voce e si rallegrò di aver ritrovato suo figlio.
I 13 racconti delle meraviglie Sippurei Ma'asiyot del 1816 di Rabbi Nachman portano la parabola mistica a uno scopo letterario e artistico autonomo. Laddove le analogie di altri maestri hanno messaggi diretti, i racconti fantasiosi e intricati di Rabbi Nachman, che possono coinvolgere storie in altre storie, offrono commenti mistici e devozionali stratificati o letture letterarie. Rabbi Nachman alludeva ad alcuni significati quando raccontava oralmente ogni storia in yiddish. Aveva visto le loro radici nell'antica articolazione mistica aggadica, dicendo che questa forma nascosta era il modo in cui la Kabbalah veniva insegnata oralmente prima che Shimon bar Yohai la spiegasse, sebbene i racconti siano unici nella letteratura rabbinica. Ha preso la narrazione come attività redentrice una volta che altre strade erano state bloccate, come la morte di suo figlio in cui vedeva il potenziale messianico; "è giunto il momento di raccontare storie", disse. Il rabbino Nachman vide il suo ruolo come innovativo e i suoi insegnamenti si concentrano sullo schema redentore della rettifica:
"Nei racconti raccontati dalle Nazioni del Mondo sono nascoste scintille di santità, ma i racconti sono confusi e spiritualmente disordinati, così che le scintille rimangono nascoste".

Il tredicesimo racconto, "I sette mendicanti", è il più intricato. Manca la storia raccontata il settimo giorno e Rabbi Nachman disse che sarebbe stata conosciuta solo quando sarebbe venuto il Messia. I racconti, documentati in yiddish con traduzione ebraica da Nachman di Breslov, tra l'altro narrazione chassidica hanno avuto l'effetto più forte sullo sviluppo della letteratura yiddish.

### Haskalah

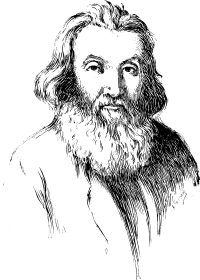
Isaac Baer Levinsohn (1788-1860), studioso russo-ebraico e leader di Haskalah. Come il "Mendelssohn russo", diffuse le idee di Haskalah nella Zona di residenza, utilizzate da altri nella letteratura yiddish, che si opponevano all'educazione insulare e al facevano la satira del misticismo sul razionalismo

Durante gli stessi anni in cui emerse il chassidismo, il movimento laico più influente degli ebrei apparve anche nella forma dell'Haskalah. Questo movimento fu influenzato dall'Illuminismo e si oppose alla superstizione nella vita religiosa e all'educazione antiquata data alla maggior parte degli ebrei. Proponevano una migliore integrazione nella cultura e nella società europee ed erano forti oppositori del chassidismo. Gli scrittori che usarono il loro mestiere per esporre questa visione furono Israel Aksenfeld, Solomon (o Shloyme) Ettinger e Isaac Mayer Dick. Aksenfeld fu inizialmente un seguace di Reb Nachman di Bratslav, ma in seguito abbandonò il chassidismo e ne divenne un forte oppositore. Il suo romanzo Dos shterntikhl ("Il foulard"), pubblicato nel 1861, ritrae il mondo chassidico come intollerante e meschino. Solo cinque delle sue opere furono pubblicate a causa dell'opposizione dei leader chassidici. Il suo lavoro è realista e mostra l'influenza della letteratura russa del XIX secolo. Ettinger era un medico che scrisse opere teatrali, tra cui quella che è considerata la più importante dell'era Haskalah, Serkele. Il suo stile satirico mostra l'influenza del dramma europeo: uno studioso ipotizza che abbia letto Molière. Isaac Mayer Dick (1808-1893) scrisse racconti che vendettero decine di migliaia di copie in forma di libro. Il suo ruolo nello sviluppo letterario è tanto significativo da creare un pubblico di lettori per l'yiddish quanto per il contenuto della sua opera, che tende alla didattica. Scrisse anche in ebraico, inclusa l'eccezionale parodia talmudica, Masseket Aniyyut (Trattato sulla povertà).

## Letteratura yiddish moderna

### Gli scrittori yiddish classici

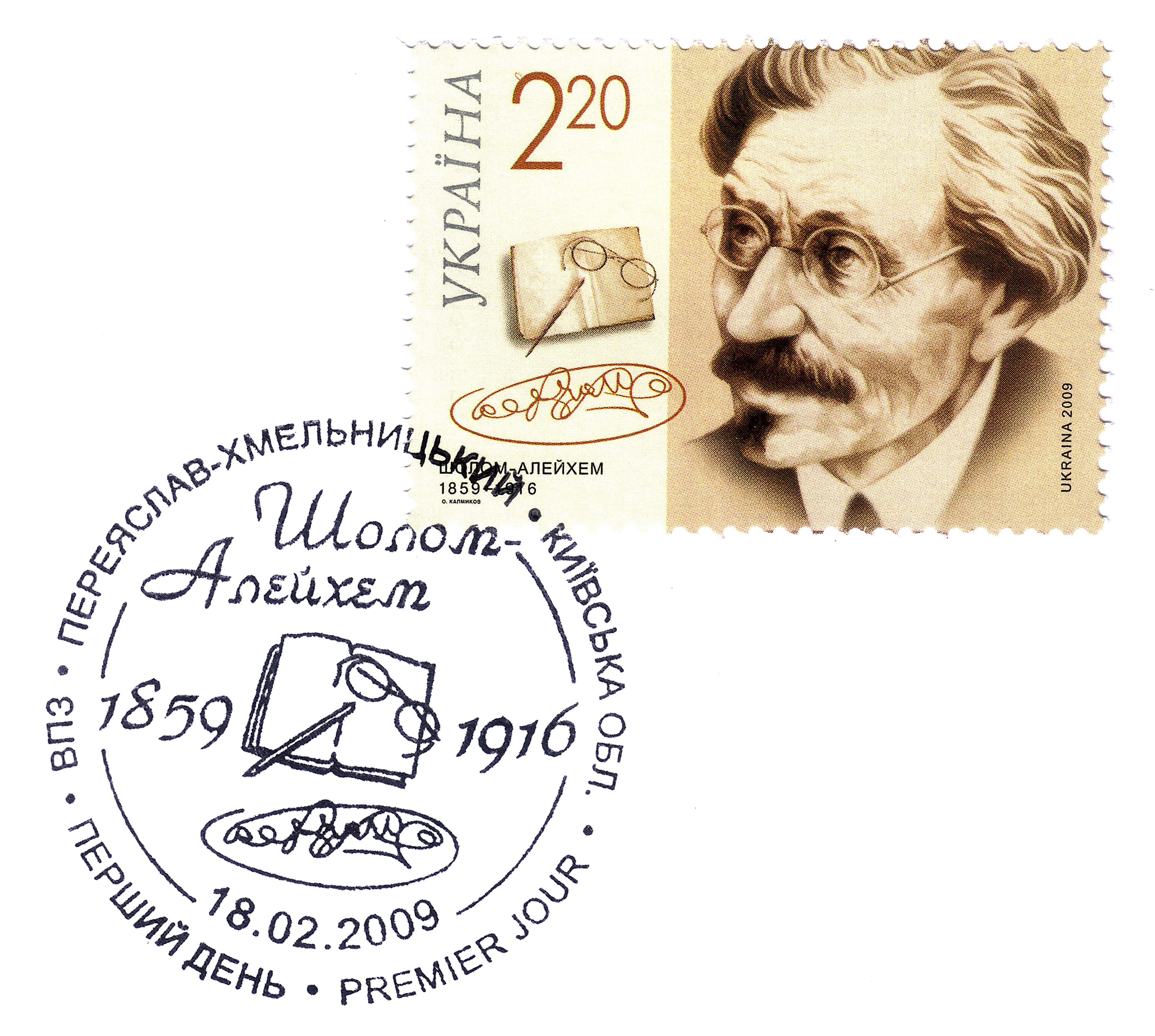
2009 Timbro ucraino di Sholem Aleichem (1859-1916). Insieme a Mendele Moicher Sforim e Isacco Leyb Peretz, i tre scrittori yiddish "classici", ha contribuito a fondare l'ultimo movimento culturale e artistico del Rinascimento yiddish dell'Europa orientale del XIX secolo.

La letteratura yiddish moderna è generalmente datata alla pubblicazione nel 1864 del romanzo di Sholem Yankev Abramovitsh Dos kleyne mentshele (La piccola persona). Abramovitsh aveva precedentemente scritto in ebraico, la lingua in cui molti sostenitori dell'Haskalah comunicavano tra loro, fino a questa pubblicazione. Con questo romanzo, originariamente pubblicato a puntate su un giornale yiddish, Abramovitsh introdusse il suo alter ego, il personaggio di Mendele Moicher Sforim (Mendel il venditore ambulante di libri), il personaggio che narra questa e molte storie successive. Lo stesso Abramovitsh è spesso conosciuto con questo nome e appare come "autore" in molti dei suoi libri, producendo un complesso insieme di relazioni tra l'autore, la persona e il pubblico, che è stato esplorato più a fondo da Dan Miron. Il lavoro di Abramovitsh è ironico e tagliente, pur mantenendo il tono di un narratore folk. La sua opera critica la corruzione all'interno della comunità ebraica e quella impostale dalle istituzioni governative russe e polacche. Continua anche la tradizione della letteratura haskalah con il suo attacco alla superstizione e alle tradizioni antiquate come il matrimonio combinato. La sua straordinaria parodia del picaresco, Kitser masoes Binyomen hashlishi ("I brevi viaggi di Beniamino III"), pubblicata nel 1878, fu la sua ultima grande opera e fornisce una delle sue più forti critiche alla vita ebraica nella zona di residenza.
L'influenza di Abramovitsh risiedeva in due fattori. In primo luogo scrisse in yiddish in un'epoca in cui la maggior parte dei pensatori ebrei tendeva all'ebraico o ad una lingua non ebraica come il tedesco. In secondo luogo, come dimostra Dan Miron, Abramovitsh ha portato saldamente le belle lettere yiddish nell'era moderna attraverso l'uso di strategie retoriche che hanno permesso di esprimere il suo programma di riforma sociale al più alto livello di realizzazione letteraria e artistica. L'effusione della letteratura yiddish in forme moderniste che seguirono Abramovitsh dimostra quanto sia stato importante questo sviluppo nel dare voce alle aspirazioni ebraiche, sia sociali che letterarie. I più importanti tra i primi scrittori a seguire Abramovitsh furono Sholem Rabinovitsh, popolarmente conosciuto con il suo alter-ego, Sholem Aleichem, e I. L. Peretz. Le opere più note di Rabinovitsh sono le storie incentrate sul personaggio Tevye the Dairyman. Scritte nel corso di molti anni e in risposta alla varietà di catastrofi ebraiche della fine del XIX e dell'inizio del XX secolo, le storie incarnano lo stile di Rabinovitsh, incluso il suo stile caratteristico di "risate tra le lacrime". I. L. Peretz ha trasportato in yiddish una vasta gamma di tecniche moderniste che ha incontrato nella sua lettura della narrativa europea. Sebbene fosse politicamente radicale, in particolare durante gli anni 1890, la sua narrativa è enormemente sfumata e consente letture multiple. Il suo lavoro è allo stesso tempo semplice e caustico, più psicologico e più individualistico di quello di Abramovitsh o Rabinovitsh. Per questi motivi è considerato il primo vero modernista della letteratura yiddish. Ha scritto principalmente storie tra cui "Bontshe shvayg" (Bontshe il silenzioso) è una delle sue più note. Come con gran parte del suo lavoro, riesce a trasmettere due messaggi apparentemente opposti: simpatia per gli oppressi con critica della passività come risposta all'oppressione.
Insieme, Abramovitsh, Rabinovitsh e I. L. Peretz sono solitamente indicati come i tre scrittori yiddish "classici" ("di klasiker" in yiddish). Sono anche soprannominati rispettivamente il "nonno", il "padre" e il "figlio" della letteratura yiddish. Questa formulazione cancella il fatto che erano tutti grosso modo contemporanei e meglio intesi come un singolo fenomeno piuttosto che come distinte manifestazioni generazionali di una tradizione. Tuttavia questa formulazione è stata proposta dagli stessi scrittori classici, forse come mezzo per conferire alla loro nascente cultura letteraria un lignaggio che potesse reggere il confronto con altre letterature mondiali che ammiravano.

### Movimenti e personalità letterari

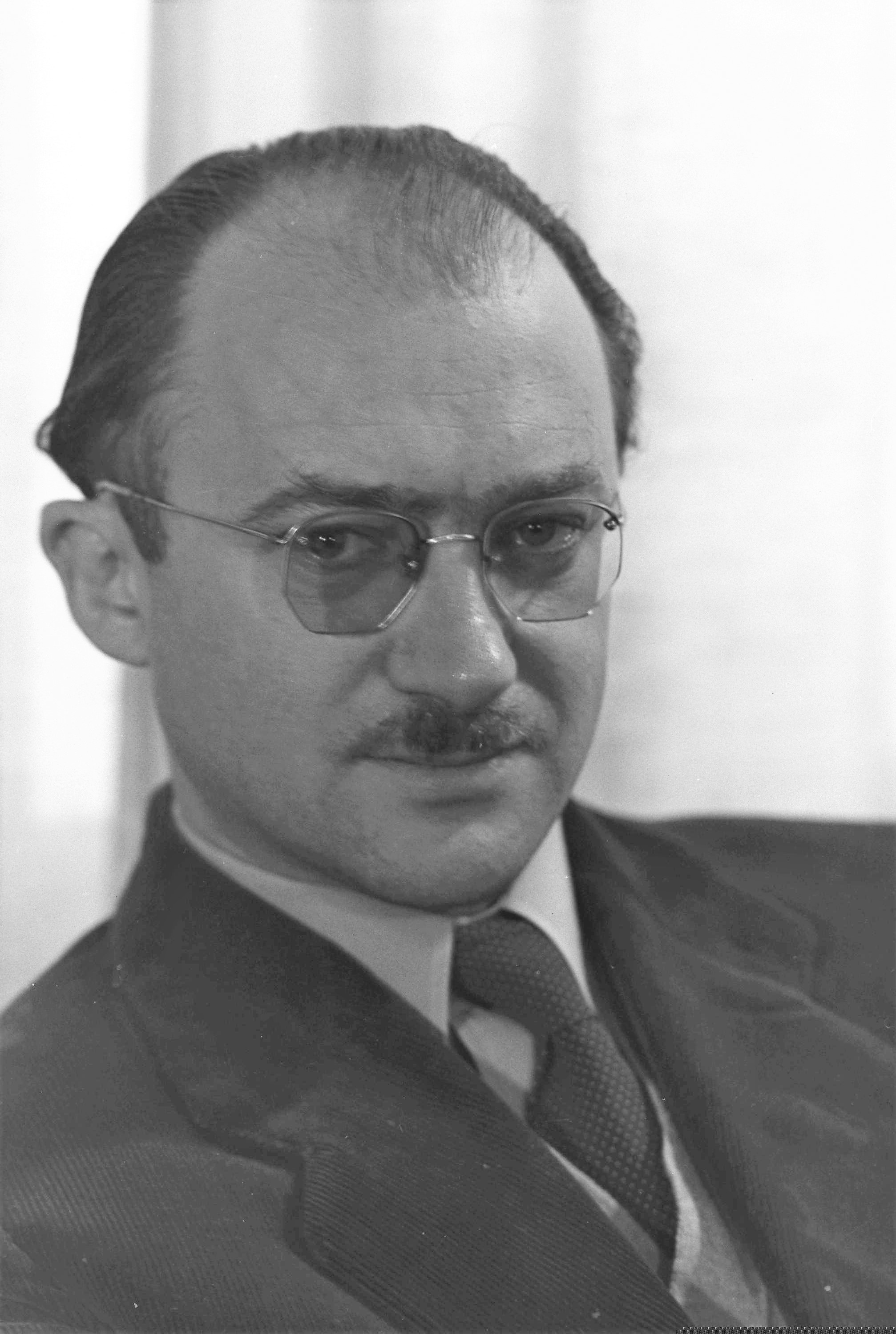
Il principale poeta Abraham Sutzkever (1913–2010) è stato tra i modernisti del gruppo "Young Vilna" degli anni '30 a Vilnius, un centro storico della cultura yiddish. Dopo la guerra fece rivivere lo yiddish a Tel Aviv e descrisse l'Olocausto

Le opere drammatiche in yiddish sono cresciute dapprima separatamente e in seguito si sono intrecciate con altri movimenti yiddish. Il primo dramma, seguendo l'esempio di Ettinger, fu scritto da Abraham Goldfaden e Jacob Gordin. Gran parte di ciò che è stato presentato sul palcoscenico yiddish erano traduzioni dal repertorio europeo e, di conseguenza, gran parte dei primi scritti originali in yiddish deve tanto al teatro tedesco quanto agli scrittori yiddish classici.
Mentre i tre scrittori classici erano ancora al loro apice, il primo vero movimento nella moderna letteratura yiddish sorse a New York. Gli “Sweatshop Poets” (I poeti sfruttati), come fu chiamata questa scuola, erano tutti lavoratori immigrati che avevano vissuto in prima persona le condizioni disumane di lavoro nelle fabbriche del loro tempo. I membri principali di questo gruppo erano Morris Rosenfeld, Morris Winchevsky, David Edelstadt e Józef Bowszower. Il loro lavoro è incentrato sul tema dell'oppressione e della lotta proletaria e utilizza gli stili dei versi vittoriani, producendo una retorica altamente stilizzata. Di conseguenza oggi è poco letto o compreso. Contemporaneamente a Varsavia un gruppo di scrittori incentrati su I. L. Peretz portò lo yiddish ad un altro livello di sperimentazione moderna; tra loro figuravano David Pinski, Semën An-skij, Sholem Asch e I.M. Weissenberg. Un successivo gruppo di Varsavia, "Di Khalyastre" ("La banda") includeva notabili come Israel Joshua Singer, Peretz Hirschbein, Melech Ravitch e Uri Zvi Grinberg (che continuò a scrivere la maggior parte del suo lavoro in ebraico). Come la loro controparte di New York, Di Yunge ("I giovani"), ruppero con i primi scrittori yiddish e tentarono di liberare la scrittura yiddish, in particolare i versi, dalla sua preoccupazione per la politica e il destino degli ebrei. Tra i membri di spicco di Di Yunge c'erano Mani Leib, Moyshe-Leyb Halpern, H. Leivick, Zishe Landau e gli scrittori di prosa David Ignatoff, Lamed Shapiro e Isaac Raboy. Solo pochi anni dopo che Di Yunge era diventato famoso, un gruppo chiamato "In Zikh" ("Introspezione") si dichiarò la vera avanguardia, rifiutando i versi misurati e dichiarando che i temi non ebraici erano un argomento valido per la poesia yiddish. Il membro più importante di questo gruppo era Yankev Glatshteyn. Glatshteyn era interessato a temi esotici, a poesie che enfatizzavano il suono delle parole e più tardi, quando l'Olocausto incombeva e poi avveniva, alle riappropriazioni della tradizione ebraica. La sua poesia "A gute nakht, velt" ("Buona notte, mondo", 1938) sembra prevedere la tragedia all'orizzonte nell'Europa orientale. A Vilnius, Lituania (chiamata Vilna o Vilne dai suoi abitanti ebrei, e uno dei centri storicamente più significativi dell'attività culturale yiddish), il gruppo "Yung Vilne" ("Giovane Vilna") comprendeva Chaim Grade, Abraham Sutzkever e Szmerke Kaczerginski. Il racconto di Grade "Mayn krig mit Hersh Raseyner" ("Il mio litigio con Hershl Rasseyner") è una delle classiche storie yiddish post-Olocausto, che incapsula il dilemma filosofico affrontato da molti sopravvissuti. Sutzkever diventò uno dei maggiori poeti del XX secolo.

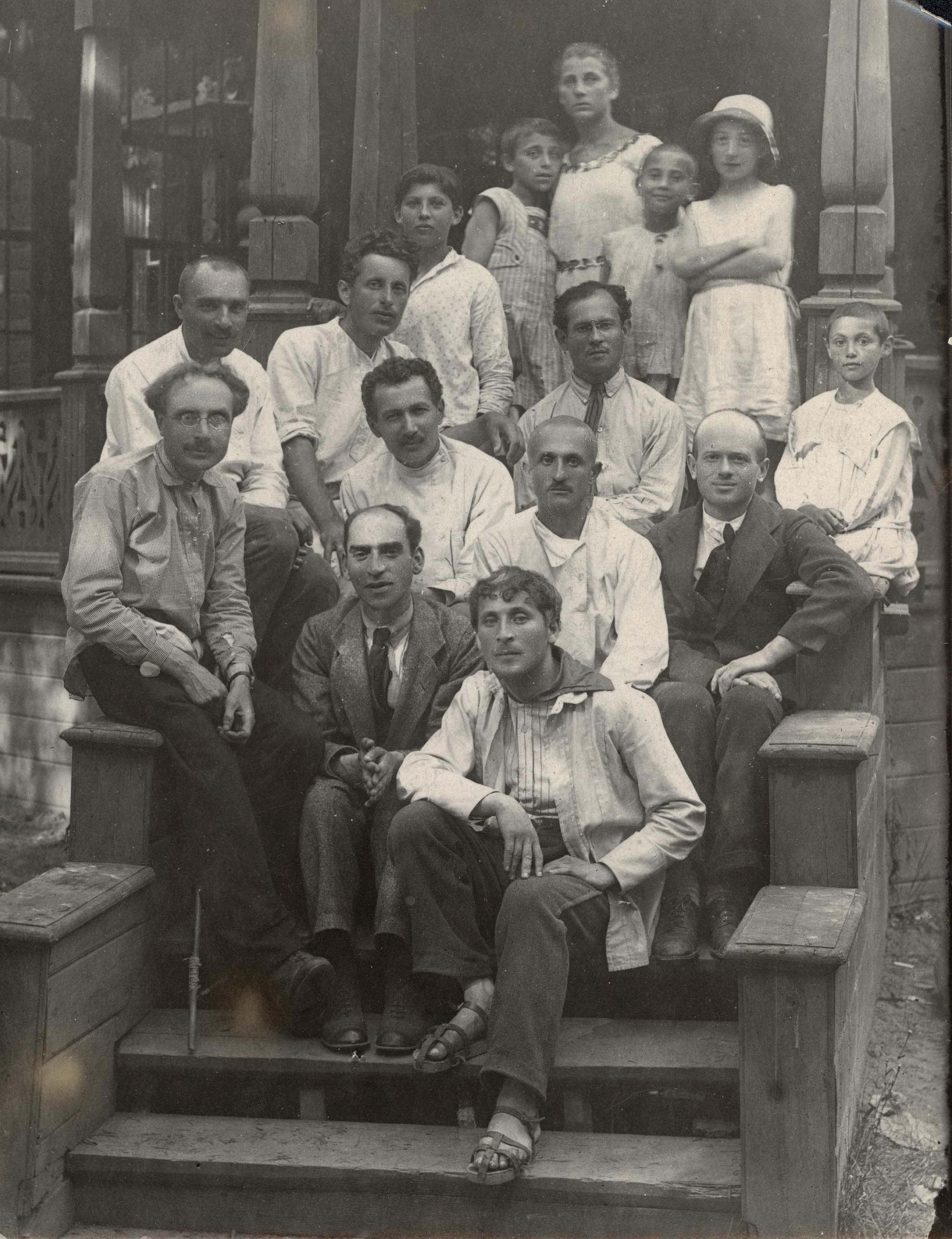
Il pittore Marc Chagall davanti, e lo scrittore yiddish Der Nister (1884–1950) dietro di lui, con insegnanti di scuola e bambini vicino a Mosca nel 1923. Lo pseudonimo dello scrittore, "The Hidden One", rifletteva il suo interesse per i simboli e l'esoterismo delle idee ebraiche. Tornò in Russia per unirsi alla fioritura yiddish, ma cadde vittima delle purghe.

Durante la svolta radicale degli anni '30, un gruppo di scrittori raggruppati attorno al Partito Comunista degli Stati Uniti divenne noto come "Di Linke" ("L'ala sinistra"). Questo gruppo includeva Moishe Nadir, Malka Lee e Ber Grin. In Canada un gruppo simile era conosciuto come la scuola di scrittori del Proletariato, esemplificato da Yudica. In Unione Sovietica la letteratura yiddish conobbe una fioritura drammatica, con grandi come David Bergelson, Der Nister, Peretz Markish e Moyshe Kulbak. Molti di questi scrittori furono assassinati durante un'epurazione stalinista conosciuta come la Notte dei poeti assassinati (12-13 agosto 1952), inclusi Itzik Fefer e Leib Kvitko. Bergelson è considerato da molti un genio sottovalutato, il cui lavoro nel romanzo modernista può essere tra gli esempi più interessanti della forma. Importanti scrittori sovietici sfuggiti alla persecuzione includono Moyshe Altman, Ikhil Shraybman, Note Lurie, Eli Schechtman, Shike Driz, Rivke Rubin, Shira Gorshman e altri. Sembra che non ci sia stata alcuna poesia o motivo per spiegare perché alcuni scrittori non furono perseguitati, poiché tutti questi scrittori perseguivano temi simili nei loro scritti e partecipavano a gruppi simili di intellettuali ebrei.
Una caratteristica interessante della letteratura yiddish nei suoi anni più attivi (1900-1940) è la presenza di numerose scrittrici meno coinvolte in movimenti specifici o legate a una particolare ideologia artistica. Scrittrici come Celia Dropkin, Anna Margolin, Kadia Molodowsky, Esther Kreitman ed Esther Shumiatcher Hirschbein crearono opere che non rientrano facilmente in una particolare categoria e che sono spesso sperimentali nella forma o nell'argomento. Il lavoro della Margolin ha aperto la strada all'uso dell'assonanza e della consonanza nei versi yiddish. Preferiva le rime imperfette alle vere rime. La Dropkin ha introdotto un vocabolario erotico molto carico e mostra l'influenza della poesia russa del XIX secolo. La Kreitman, sorella di I. J. e I. B. Singer, ha scritto romanzi e racconti, molti dei quali erano fortemente critici della disuguaglianza di genere nella vita ebraica tradizionale.
Nello sviluppo della scena letteraria yiddish negli Stati Uniti nei primi decenni del ventesimo secolo, le scrittrici erano considerate dai critici letterari un fenomeno raro, allo stesso tempo che i redattori di giornali e riviste, specialmente quelli della stampa socialista e anarchica, erano ansiosi di pubblicare il lavoro delle donne, come segno distintivo della modernità e nella speranza di rilanciare la circolazione; tuttavia alcuni importanti scrittori ed editori maschi, tra cui Avrom Reyzen e Aaron Glanz-Leyeles, espressero l'opinione che le scrittrici avessero un contributo particolare da dare all'emergente letteratura yiddish americana. Scrittrici come Yente Serdatzky e Fradl Shtok, trovarono un grado limitato di riconoscimento per il loro lavoro, ma alla fine non furono al passo con i loro colleghi letterati maschi e arrivarono a un punto morto nella loro carriera di scrittrici. La Shtok, inizialmente nota per la sua poesia, soprattutto per essere stata tra i primi poeti yiddish a scrivere sonetti, raccolse recensioni deludenti per la sua raccolta di racconti (Gezammelte ertseylungen, 1919) che erano innovativi nel modo in cui incorporavano la soggettività, compresi i desideri erotici , di personaggi femminili.
Anche alcuni scrittori maschi non si associavano a un particolare gruppo letterario, o lo facevano per un breve periodo prima di passare ad altre etiche creative. Tra questi c'era Itzik Manger, le cui intelligenti rivisitazioni di storie bibliche e di altre storie ebraiche sono accessibili e giocose ma profondamente intellettuali. Altri scrittori in questa categoria sono Joseph Opatoshu, I. B. Singer (che in yiddish viene sempre chiamato "Bashevis" per distinguerlo dal fratello maggiore), I. J. Singer e Aaron Zeitlin.
Molti degli scrittori sopra menzionati che scrissero durante e dopo gli anni '40 risposero all'Olocausto nelle loro opere letterarie: alcuni scrissero poesie e storie mentre si trovavano nei ghetti, nei campi di concentramento e nei gruppi partigiani e molti continuarono a parlare dell'Olocausto e dei suoi effetti nei loro scritti successivi. Gli scrittori yiddish più noti per i loro scritti sull'Olocausto comprendono Yitzhak Katzenelson, Y. Shpigl e Katsetnik.

### Isaac Bashevis Singer e il Premio Nobel
L'assegnazione del Premio Nobel per la letteratura a Isaac Bashevis Singer nel 1978 contribuì a cementare la sua reputazione come uno dei più grandi scrittori della letteratura mondiale. Molti lettori di yiddish, tuttavia, sono convinti che ci siano molti scrittori migliori nella letteratura yiddish, incluso suo fratello. Chaim Grade si credeva trascurato dal mondo di lingua inglese. Il racconto di Cynthia Ozick “Envy; o, Yiddish in America” implica un'emozione simile da parte di un poeta yiddish, generalmente considerato basato su Yankev Glatshteyn. Alcuni critici yiddish si lamentavano del sesso eccessivo e della superstizione nell'opera di Singer, che secondo loro portavano discredito alla letteratura yiddish in generale. Inoltre, l'abitudine di Singer di presentarsi alla stampa americana come l'ultimo o l'unico scrittore yiddish era fastidioso per le dozzine di scrittori che ancora vivevano e lavoravano all'epoca. Ma nonostante questi litigi (che in una certa misura continuano, anni dopo la morte dei protagonisti), la maggior parte degli studiosi di yiddish di oggi concorderebbe sul fatto che l'assegnazione del premio Nobel a Singer abbia portato un'attenzione senza precedenti alla letteratura yiddish e servito per aumentare l'interesse nel campo in generale. Molti studiosi ritengono che si tratti di un premio giustificato sulla base della parte dell'opera di Singer disponibile in traduzione, che rappresenta le sue opere più compiute.

### Scrittura contemporanea in yiddish e influenzata dalla letteratura yiddish
Gli ultimi scrittori nati in Europa prima della guerra che hanno pubblicato o stanno ancora pubblicando all'inizio del XXI secolo includono gli autori canadesi Chava Rosenfarb, Simcha Simchovitch (1921-2017) e Grunia Slutzky-Kohn (nato nel 1928); scrittori israeliani tra cui Tzvi Ayznman (1920-2015), Aleksander Shpiglblat (1927-2013), Rivka Basman Ben-Hayim, Yitzkhok Luden, Mishe Lev (1917-2013), Yente Mash (1922-2013), Tzvi Kanar (1929-2009) ), Elisheva Kohen-Tsedek (nato nel 1922) e Lev Berinsky (nato nel 1939) e la poetessa e cantautrice statunitense Beyle Schaechter-Gottesman e poeti e maestri di prosa Yonia Fain (1913-2013) e Moyshe Szklar (direttore del periodico letterario yiddish di Los Angeles Khezhbn, 1920-2014), così come la prolifica feuilletonista e drammaturga Miriam Hoffman. Gli scrittori della generazione "più giovane" nata nel dopoguerra che comprende quelli nati tra la fine degli anni '40 e degli anni '60 (molti provenienti dall'ex Unione Sovietica) includono Alexander Belousov (1948–2004), Mikhoel Felsenbaum, Daniel Galay, Moyshe Lemster, Boris Sandler (che ha curato l'edizione yiddish "Forverts" di The Jewish Daily Forward dal 1998 al 2016), Velvl Chernin, Zisye Veytsman, Heershadovid Menkes (pseudonimo di Dovid Katz) e Boris Karloff (pseudonimo di Dov-Ber Kerler, editore di "Yerusholaymer Almanakh "). Una generazione più giovane di scrittori che ha cominciato a emergere nel XXI secolo comprende i poeti Gitl Schaechter-Viswanath, Yermiyahu Ahron Taub e Yoel Matveyev negli Stati Uniti, Yisroel Nekrasov a San Pietroburgo, Haike Beruriah Wiegand a Londra, Thomas Soxberger a Vienna e gli scrittori di prosa Boris Kotlerman in Israele e Gilles Rozier (editore di "Gilgulim") a Parigi. I primi lavori di alcuni autori della generazione più giovane sono stati raccolti nell'antologia "Vidervuks" (ricrescita), pubblicata nel 1989. Lavori recenti di molti autori contemporanei sono apparsi nel 2008 a Parigi (Gilgulim: naye shafungen) e Gerusalemme (Yerusholaymer Almanakh) .
Una nuova generazione di scrittori yiddish è emersa dai movimenti chassidici e haredi dell'ortodossia contemporanea. L'autore conosciuto solo con lo pseudonimo di Katle Kanye scrive satira feroce dell'attuale letteratura halakhica, nonché poesie e commenti riflessivi sulla vita chassidica. Un altro esempio di blog-writer haredi yiddish è Natirlich. I thriller di spionaggio in yiddish sono diventati un genere popolare all'interno delle comunità chassidiche.
Le letterature europee hanno avuto una forte influenza sulla letteratura yiddish, ma fino alla fine del XX secolo c'è stato poco flusso di ritorno in inglese, tranne che attraverso scrittori bilingue che hanno scelto di scrivere in inglese, come Anzia Yezierska e Ab Cahan. La poetessa Irena Klepfisz, nata da genitori ebrei di lingua polacca nella Polonia occupata dai nazisti e che ha imparato lo yiddish a scuola dopo essere emigrata negli Stati Uniti, è influenzata dalla lingua nelle sue opere e traduce anche poesie dallo yiddish.
Attualmente molti giovani scrittori con poca conoscenza dello yiddish sono stati influenzati dalla letteratura yiddish nella traduzione, come Nathan Englander e Jonathan Safran Foer. Un'eccezione è Dara Horn, che ha studiato sia lo yiddish che l'ebraico e attinge a entrambe queste tradizioni nei suoi romanzi in lingua inglese.
Gli ultimi scrittori di lingua yiddish nell'ex Unione Sovietica furono Aleksandr Bejderman a Odessa e Yoysef Burg a Černivci, entrambi deceduti.
Le opere letterarie scritte originariamente in altre lingue continuano ad essere tradotte e pubblicate in yiddish. Il database Index Translationum dell'UNESCO elenca 98 libri in lingua straniera pubblicati in traduzione yiddish dal 1979 circa, in un certo numero di paesi tra cui Israele, Stati Uniti, Romania, Germania e URSS.